# Stufczynci
Stufczynci (ukr. Стуфчинці) – wieś na Ukrainie, w obwodzie chmielnickim, w rejonie chmielnickim, w hromadzie Lisowi Hryniwci. W 2001 liczyła 1043 mieszkańców, spośród których 1025 wskazało jako ojczysty język ukraiński, 16 rosyjski, 1 mołdawski, a 1 inny.